# Средноамерикански равнини
Средноамерикански равнини (на английски: Central USA Plains) са биогеографска област в Съединените американски щати, една от единиците от второ ниво в класификацията на Американската агенция за опазване на околната среда, част от Източните умерени гори.
Областта огражда частично от юг Големите езера, включвайки части от щатите Уисконсин, Илинойс, Индиана, Охайо и Мичиган. Граничи с Равнините на смесените гори на север, Озаркско-Уачитско-Апалачките гори на югоизток и Югоизточноамериканските равнини на юг.
Средноамериканските равнини се подразделят на няколко подобласти:
- Източен Царевичен пояс
- Среден Царевичен пояс
- Хюрънско-Ерийска равнина
- Югоизточноуисконсинска глинеста равнина